# Wilhelm-Diess-Gymnasium Pocking
Das Wilhelm-Diess-Gymnasium Pocking (Kurzform der behördlichen Bezeichnung WDG Pocking; häufig auch als Wilhelm-Diess-Gymnasium betitelt; vielfach in abgekürzter Form des Trivialnamens als WDG bezeichnet) ist ein Gymnasium in öffentlicher Trägerschaft, welches als Bildungszweige die naturwissenschaftlich-technologische und die neusprachliche Ausbildungsvariante anbietet. Die im niederbayerischen Pocking im südlichen Landkreis Passau gelegene Bildungseinrichtung wurde im Jahr 1948 von Wilhelm Pliquett und Friedl Poppe ursprünglich als private Oberrealschule gegründet und ist seit 1986 nach dem aus der Region stammenden Erzähler, Dichter, Juristen und Theaterdirektor Wilhelm Diess benannt.

## Geschichte

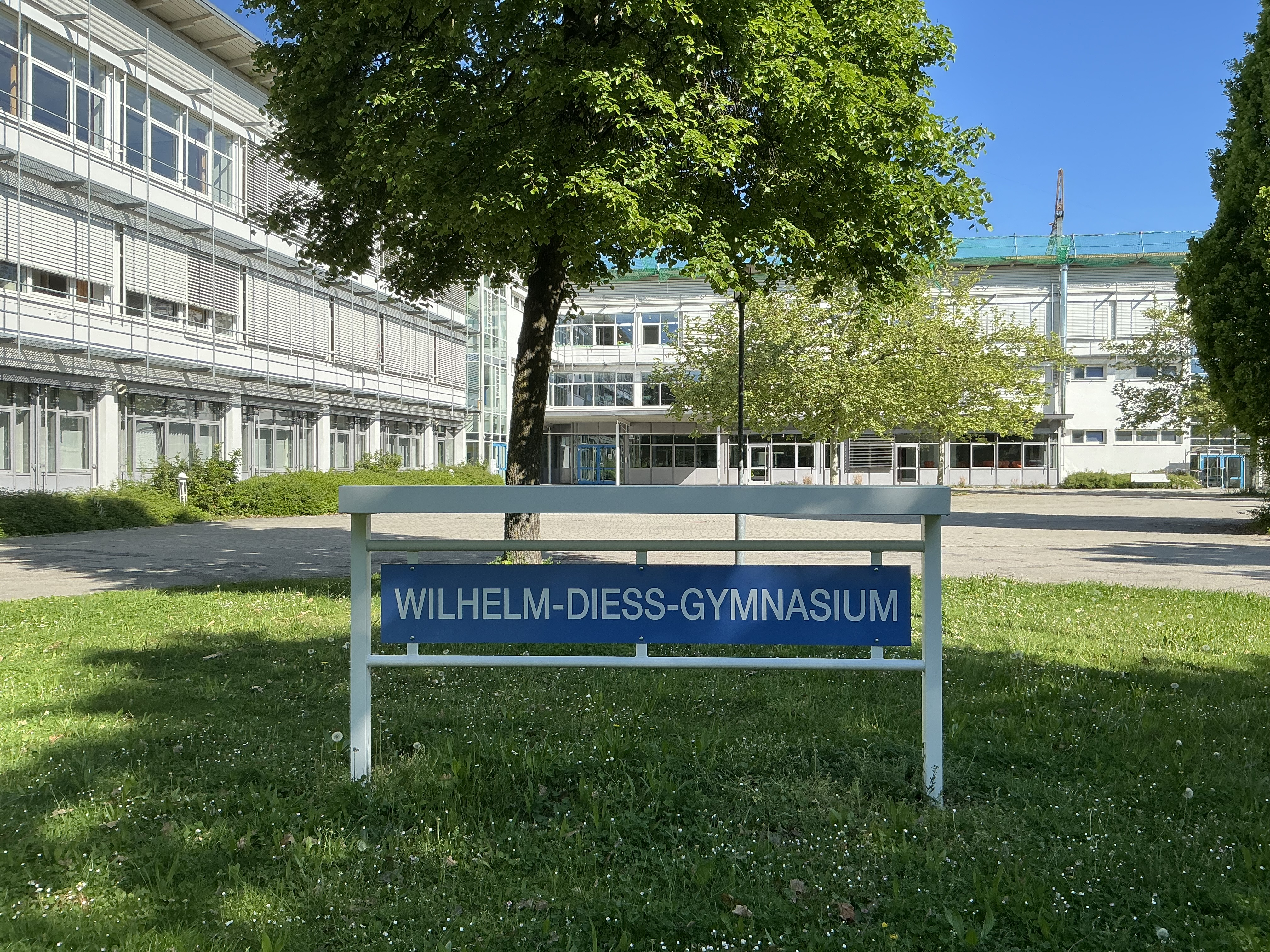
Primäres Schulgebäude am Dr.-Karl-Weiß-Platz 2, 2025.

### Gründung und Gebäude
Das heutige Wilhelm-Diess-Gymnasium Pocking wurde 1948 von Wilhelm Pliquett und Friedl Poppe zunächst als private Oberrealschule gegründet. Damals belief sich die durchschnittliche Klassenstärke auf 46,5 Schüler. Im Jahr 2013 waren es nur noch 22,6 Schüler. Da zur Gründungszeit eigene Unterrichtsräume fehlten, errichtete der damalige Landkreis Griesbach im Rottal einen Behelfsbau, in welchem im Schuljahr 1949/50 insgesamt 179 Schüler unterrichtet wurden. 1957 erfolgte die staatliche Anerkennung und 1958 die Verstaatlichung der Bildungseinrichtung. 1960 bezog man das vom Zweckverband Oberrealschule Pocking errichtete neue Schulhaus in der Indlinger Straße in Pocking. Von 1965 bis 1967 entstand ein Erweiterungsbau und mit der Einführung der Kollegstufe 1971 wurde ein Erweiterungsbau errichtet, welcher den neuen räumlichen Anforderungen der gymnasialen Oberstufe gerecht werden sollte.
Am 7. August 1995 erfolgte der Spatenstich für den Neubau am Dr.-Karl-Weiß-Platz 2. Seit 1997 findet der Unterricht in dem neuen Gebäude statt. Außerdem werden Container als Behelfsunterrichtsräume genutzt.

### Namenspatron

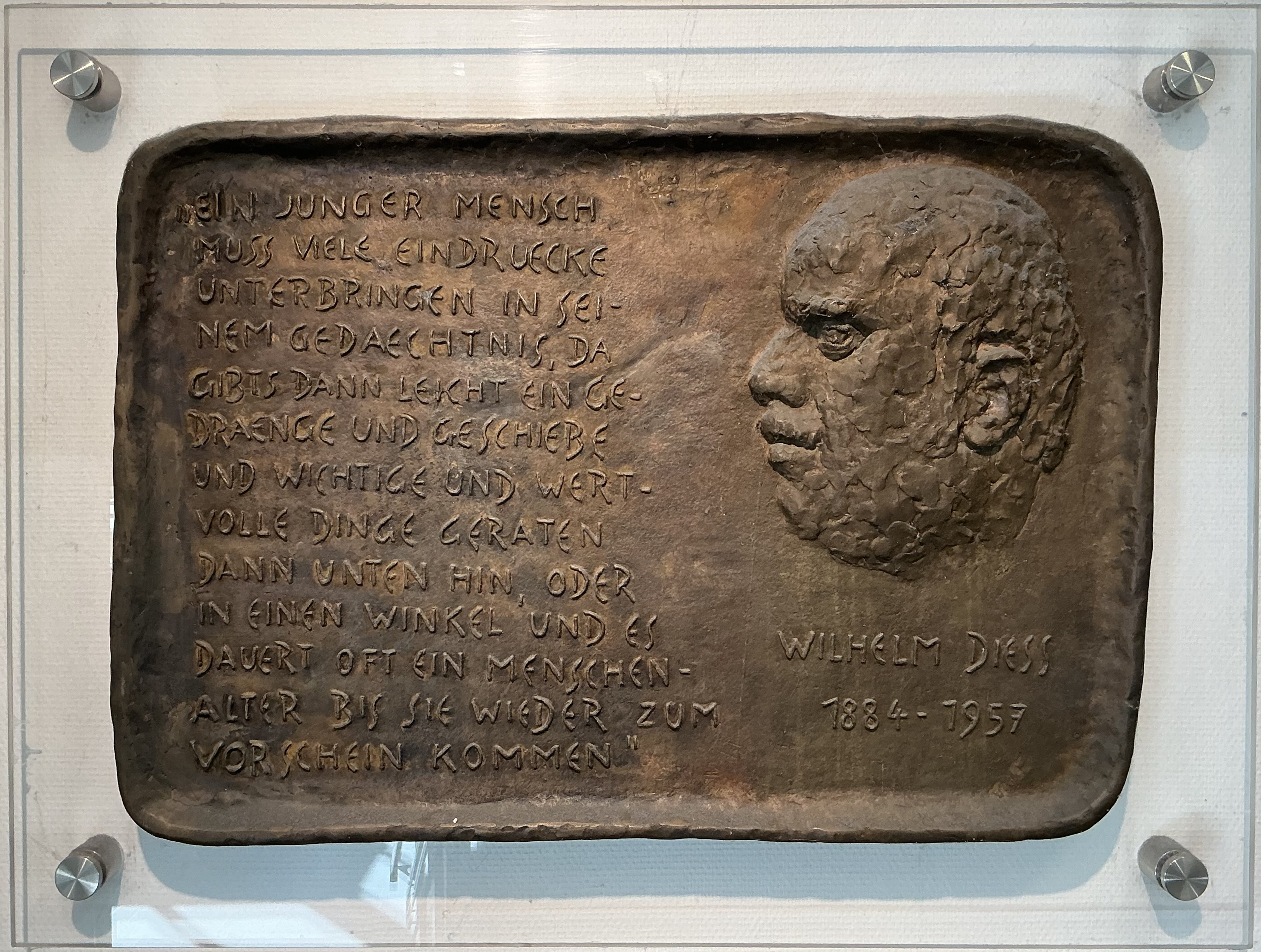
Fotografie der Gedenktafel aus Bronze zu Ehren des Namensgebers des Gymnasiums, welche von der Bildhauerin Ursula Kemser-Diess, der Tochter von Wilhelm Diess, geschaffen wurde.

Im Jahr 1986 wurde der Schule der Name Wilhelm-Diess-Gymnasium Pocking verliehen, benannt nach dem in Pocking aufgewachsenen Erzähler, Dichter, Juristen und Theaterdirektor Wilhelm Diess, der in Publikationen der Schule gelegentlich mit dem folgenden Wort zitiert wird:

„Aber man weiß, die höheren Schulen werden unaufhörlich verbessert.“

In der Aula des Gymnasiums findet sich auf mittlerer Höhe der primären Treppe eine von der Bildhauerin Ursula Kemser-Diess, der Tochter von Wilhelm Diess, kreierte Gedenktafel aus Bronze, welche im Rahmen der Feierlichkeiten bezüglich der Namensgebung enthüllt wurde und folgendes Zitat des Namenspatrons der Schule beinhaltet:

„Ein junger Mensch muss viele Eindrücke unterbringen in seinem Gedächtnis, da gibt´s dann leicht ein Gedränge und Geschiebe, und wichtige und wertvolle Dinge geraten dann unten hin oder in einen Winkel, und es dauert oft ein Menschenalter, bis sie wieder zum Vorschein kommen.“

## Schulprofil

### Schwerpunktsetzungen und Abschlüsse
Zur achten Jahrgangsstufe wird zwischen dem naturwissenschaftlich-technologischen und dem sprachlichen Zweig ausgewählt. Im naturwissenschaftlich-technologischen Zweig bilden Physik, Chemie und Informatik den Schwerpunkt.
In der fünften Klasse wird Englisch als verpflichtende erste Fremdsprache unterrichtet. Als zweite Fremdsprache kommt ab der sechsten Jahrgangsstufe entweder Latein oder Französisch hinzu. Ab der elften Jahrgangsstufe kann die bisherige zweite Fremdsprache durch Spanisch ersetzt werden.
Das Abitur wird in aller Regel nach neun Schuljahren an der weiterführenden Schule (G9) abgelegt. Die individuelle Lernzeitverkürzung (kurz ILV) stellt eine Möglichkeit dar, das Abitur nach der zwölften Jahrgangsstufe, also nach acht Jahren Gymnasium, abzulegen.

### Angebotene Wahlfächer
Folgende Wahlfächer wurden im Jahre 2024 angeboten:
- 3D-Druck
- Big Band
- Blechbläserensemble
- Chemische Hexenküche
- Experimentieren und Forschen
- Französische Küche
- Fußball-Schulmannschaft
- Italiano
- Mittel- und Oberstufenchor
- Offenes Atelier
- Orchester
- Saxophongruppe
- Schach
- Schülerzeitung
- Schulfunk
- Schwimmen
- Selbstverteidigung
- SET–TfK (Grundkurs)
- Skateboardfahren
- TfK–SET (Erweiterungskurs)
- Theater
- Unterstufenchor
- Violine
- Violoncello

### Einführungsklasse
Seit 2021 bietet die Schule auch eine Einführungsklasse an. Diese führt Schüler mit einem Mittlerem Schulabschluss in drei Schuljahren zur allgemeinen Hochschulreife. In diesem Fall ist die Belegung von Spanisch als spätbeginnende Fremdsprache verpflichtend, insoweit die entsprechenden Schüler bis dahin nur Englisch als Fremdsprache erlernt haben.

### Gymnasiale Oberstufe
Alle Fächer außer Deutsch und Mathematik (welche ohnehin auf erhöhtem Anforderungsniveau unterrichtet werden) können in der Qualifikationsphase entsprechend den Regeln zur gymnasialen Oberstufe in Bayern sowohl auf grundlegendem als auch erhöhten Anforderungsniveau (wobei bei zweiterer Form genau ein Fach auf dem entsprechenden Niveau zu wählen ist) belegt werden, sofern der jeweilige Kurs zustande kommt.

### Außerunterrichtliche Aktivitäten

#### Offene Ganztagsschule
2012 wurde die Offene Ganztagsschule (OGS) eingerichtet, welche für die Klassen 5–10 angeboten wird. Dies ist ein kostenfreies Angebot, das den Schülern die Möglichkeit bietet, in einer geeigneten Umgebung ihre Hausaufgaben zu erledigen und sich auf die kommenden Unterrichtsstunden vorzubereiten. Dazu steht fachliche Unterstützung durch Pädagogen und Betreuer zur Verfügung.

#### Wettbewerbe
Am Wilhelm-Diess-Gymnasium Pocking finden jährliche Wettbewerbe wie der Känguru-Wettbewerb des Fachs Mathematik statt. Ebenfalls werden in Anbetracht der Tatsache, dass es sich um eine naturwissenschaftlich-technologische Bildungseinrichtung handelt, weitere Wettbewerbe aus dem Themenbereich der MINT-Fächer organisiert, insbesondere der jährlich stattfindende Schülerwettbewerb Informatik-Biber ist hierbei von großer Relevanz.

#### Schulsternwarte
Das Gymnasium bietet eine Schulsternwarte an, auf welcher in Form von Unterrichtsmodulen des Fachs Astrophysik, einiger weiterer Seminare und Wahlkursen astronomisches Wissen vermittelt wird. Es ist auch Personen, die nicht in direkter Verbindung zur Schule stehen, möglich, auf der Sternwarte die Geschehnisse am Himmel zu betrachten. Dies geschieht in Form von öffentlichen Beobachtungsabenden, die zum Beispiel am Astronomietag stattfinden. Dazu stehen den Besuchern mehrere verschiedene Fernrohre und Teleskope zur Verfügung, welche die Betrachtung von Himmelskörpern auch in ausgewählten Spektralbereichen ermöglichen.

#### Schulfahrten
In den Jahrgangsstufen 5–7 und 10–13 finden unterschiedliche Schulfahrten statt. In der fünften Jahrgangsstufe geht es dabei vor allem ums Kennenlernen im Schullandheim. In der sechsten und siebten Jahrgangsstufe finden sportorientierte Fahrten wie etwa ein Skikurs statt. In der zehnten Klasse wird ein geschichtlicher Schwerpunkt auf der Wiedervereinigung und Besichtigungen wie etwa der Stasi-Gedenkstätte Bautzen gelegt. In der elften Jahrgangsstufe findet eine Wissenschaftswoche und eine Fahrt nach Berlin statt. In der zwölften bzw. dreizehnten Jahrgangsstufe findet die Abschlussfahrt statt, deren Ziel unterschiedlich gewählt werden kann.

#### Schüleraustauschsangebote
In den Jahrgangsstufen acht, neun und elf werden verschiedene Schüleraustauschprogramme angeboten.

#### Karrieremesse
Seit 2012 findet alljährlich die Karrieremesse horizont statt. 2025 zeigten über 60 Unternehmen und staatliche Organisationen den Gymnasiasten potenzielle Berufs- und Studienmöglichkeiten auf. Die Veranstaltung ist für die Jahrgangsstufen zehn und zwölf verpflichtend, kann aber auch von der elften Jahrgangsstufe sowie weiteren Interessierten besucht werden.

## Wilhelm-Diess-Preis
Jährlich wird am Wilhelm-Diess-Gymnasium Pocking eine Auszeichnung namens Wilhelm-Diess-Preis vergeben, welche besonders engagierte Personen, die in Verbindung mit der Schule stehen, erhalten können.

## Personen

### Schulleiter
Seit der Gründung des Gymnasiums waren folgende Personen im Amt der Schulleitung aktiv:
- 1948–1952: Wilhelm Pliquett
- 1952–1953: Therese Sachenbacher
- 1953–1959: Robert Ledermann
- 1959–1975: Otto Kunzfeld
- 1975–1996: Franz Ullmann
- 1996–2002: Bertram Zollitsch
- 2002–2011: Bernd-Michael Lipke
- 2011–2024: Martin Thalhammer
- seit 2024: Stefan Stadler

### Schüler
- Hanns Meilhamer (* 1951), Kabarettist und Schauspieler
- Astrid Freudenstein (* 1973), Politikerin (CSU) und ehemaliges Mitglied des Deutschen Bundestages

## Partnerschule
- Lessing-Gymnasium Hoyerswerda[24]